# Ichnestoma cuspidata
Ichnestoma cuspidata är en skalbaggsart som beskrevs av Fabricius 1787. Ichnestoma cuspidata ingår i släktet Ichnestoma och familjen Cetoniidae.

## Underarter
Arten delas in i följande underarter:
- I. c. cochleata
- I. c. coetzeri